# エビ中★グローバル化計画
『エビ中★グローバル化計画』（エビちゅうグローバルかけいかく）は、東京メトロポリタンテレビジョン（TOKYO MX）で毎週金曜22:30〜23:00、BS11で毎週火曜25:00〜25:30(MXから4日遅れ)で放送されていたテレビ番組である。全26回。

## 概要
私立恵比寿中学（エビ中）が8人体制になってから初のレギュラー番組。また、メンバーの小林歌穂、中山莉子にとっては、当時13歳にして加入後初のバラエティ番組レギュラーとなった。 
お笑いコンビ・流れ星をプロジェクトリーダー（MC）に据え、世界的なアイドルグループになるためエビ中メンバーが毎回様々な国にバーチャル留学体験をする。 
また、大御所ゲストを迎えて中学生ならではの、率直で素朴な疑問をぶつけていく「エビ中夢対談！」や、2チームに分かれて中学までに習う常識クイズに挑戦する「超簡単！学校で習ったもんねクイズ！」などが行われる。
番組は半年で終了したが、出演者や番組概要をほぼそのまま引き継いだ『エビ中++』が2015年4月より始まった。

## 出演者
- 私立恵比寿中学

(真山りか・安本彩花・廣田あいか・星名美怜・松野莉奈・柏木ひなた・小林歌穂・中山莉子)
- 流れ星

(ちゅうえい・瀧上伸一郎)

## 音楽
- テーマ曲『ラブリースマイリーベイビー』 作詞・作曲：IMAKISASA、編曲：APAZZI、IMAKISASA　唄：私立恵比寿中学

## 放送リスト
| 回                           | テーマ                         | ゲスト講師                         | 備考                                       |
| ---------------------------- | ------------------------------ | ---------------------------------- | ------------------------------------------ |
| 1回(4月4日)、2回(4月11日)    | イタリア・オペラ               | 菊地美奈(オペラ歌手)               |                                            |
| 3回(4月18日)、4回(4月25日)   | ブラジル・ブラジリアン柔術     | 倉岡ジョンパウロ明(柔術講師)       |                                            |
| 5回(5月2日)、6回(5月9日)     | オランダ・絵画                 | 山田久美子(画家)                   |                                            |
| 7回(5月16日)、8回(5月23日)   | フランス・ファッションモデル   | 道端カレン(モデル)                 |                                            |
| 9回(5月30日)、10回(6月6日)   | イギリス・キャビンアテンダント | 河本三紀(CA講師)                   |                                            |
| 11回(6月13日)、12回(6月20日) | アメリカ・グリーンベレー       | マーク・チネリー(俳優)             | メイン企画はドッキリ                       |
| 13回(6月27日)、14回(7月4日)  | 中国・カンフー                 | 佐藤光彦(カンフー講師)             | 14回にエビ中夢対談のゲストに天龍源一郎     |
| 15回(7月11日)、16回(7月18日) | イギリス・ボーイスカウト       | 吉村敏(日本ボーイスカウト連盟)     | 15回、16回エビ中夢対談のゲストに天龍源一郎 |
| 17回(7月25日)、18回(8月1日)  | アメリカ・キャスター           | 亀井京子(アナウンサー)             | 17回、18回エビ中夢対談のゲストに槙原寛己   |
| 19回(8月8日)、20回(8月15日)  | ギリシャ・オリンピック         | 無し                               | 特別企画として真夏の大運動会               |
| 21回(8月22日)、22回(8月29日) | スイス・ホテルマン             | 福澤健介(ホテルマンスクール講師)   | 22回エビ中夢対談のゲストに蛭子能収         |
| 23回(9月5日)、24回(9月12日)  | チェコ・レクリエーション       | 無し(23回PK対決のゲストに圍謙太朗) | 23回エビ中夢対談のゲストに蛭子能収         |
| 25回(9月19日)、26回(9月26日) | エビ中VS流れ星・最後の真剣勝負 | 無し                               |                                            |

## スタッフ
- ナレーター：マーク・大喜多
- 構成：桜井すぺいし、安田聡太
- リサーチ：川又唱史、澁谷正和
- 美術プロデューサー：佐藤研英
- 大道具：細谷晃
- 編集：太田健二
- MA：川原崎智史
- 音効：明田悠依
- 協力：スターダストプロモーション、スターダスト音楽出版、浅井企画、麒麟スタジオ
- 製作デスク：内田裕子(MXエンターテインメント)
- 制作協力：SWAN
- 演出補：伊藤喜孝、菊地遥香
- ディレクター：三枝賢史、吉岡賢祐
- 演出：山野辺聖勝
- プロデューサー：藤村えりこ
- エクゼクティブプロデューサー：菅谷憲、笹山正勝(MXエンターテインメント)
- 製作：MXエンターテインメント
- 著作制作：エビ中★グローバル化計画製作委員会

## 放送日
※放送時間はJST
- TOKYO MX
  - 金曜日 22時30分 - 23時00分（2014年4月4日 - 2014年9月26日）
- BS11
  - 火曜日25時00分 - 25時30分（2014年4月8日 - 2014年10月1日）

## 関連商品
Blu-ray＆DVD
- エビ中☆グローバル化計画 VOL.1~VOL.7(全7巻)
  - 1枚につき4回分が収録されており、未公開や舞台裏オフショット等の映像、トレカ等を収録
  - VOL.7は25、26回分収録で90分ほどの撮り下ろしの特典映像である「エビトーーク! 」 エビ中★グローバル化計画大好きアイドル(メンバーによる裏話等)とエビ中×流れ星 グローバル化計画 SPECIAL☆NIGHT in舞浜が収録されている